# Carel Frederik Krahmer de Bichin
Carel Frederik Krahmer de Bichin (Korbach, 28 juni 1787 – Brussel, 23 september 1830) was een Nederlandse militair van Duitse afkomst die meevocht in de Slag bij Waterloo.

## Biografie
Carel Frederik Krahmer de Bichin werd geboren als de zoon van Carel Frederik Krahmer de Bichin en Louisa Jacoba van Bettencourt. Vanaf zijn twaalfde werd hij opgevoed door zijn oom Jacques de Bettoncourt, die als officier had gediend bij het Waldeckse regiment in Hollandse dienst. In 1804 trad hij als kadet in dienst bij de artillerie. Binnen twee jaar werd hij bevorderd tot tweede luitenant bij de bereden artillerie. In die functie vocht Krahmer de Bichin mee in veldtocht in Pruisen die uitmondde in de Slag bij Friedland. Ondanks dat zijn batterij de opdracht had gekregen om het slagveld te verlaten nadat het door zijn munitie heen was bleef de batterij op het slagveld actief door het verkrijgen van munitie van een Franse batterij. Hiervoor kreeg hij een eervolle vermelding en later verkreeg hij van Napoleon Bonaparte het Legioen van Eer.
Op 3 juni 1808 werd hij bevorderd tot derde luitenant en vocht Krahmer de Bichin onder meer in Polen en in Saksen. In 1813 keerde hij terug in Saksen in de rang van kapitein. In 1814 kwam hij in Nederlandse dienst en werd hij als kapitein geplaatst bij de Belgische artillerie. Zijn batterij diende onder generaal Alexandre Charles Joseph Ghislain d'Aubremé in de Slag bij Waterloo. Op bevel van generaal David Hendrik Chassé rukte hij met zijn batterij op. Krahmer de Bichin wist de oprukkende Franse infanterie onder vuur te nemen, maar hij wist de Franse opmars niet te stuiten. Voor zijn optreden bij de slag bij Waterloo verkreeg hij de Militaire Willems-Orde.
In 1826 werd Krahmer de Bichin bevorderd tot majoor. Bij de openingsfase van de Belgische Revolutie marcheerde hij in augustus 1830 onder leiding van prins Frederik der Nederlanden naar Brussel. Bij de gevechten in de stad werd hij op 23 september door twee geweerkogels geraakt. Hierop werd Krahmer de Bichin naar het koninklijk paleis gebracht waar hij diezelfde dag nog overleed.